# Saison 1933 de la NFL
Navigation
Édition précédente Édition suivante
La saison 1933 de la NFL est la 14e saison de la National Football League. Elle voit le sacre des Bears de Chicago.
En raison du succès du match de barrage disputé en fin de saison 1932, le principe d'une finale nationale est adoptée.
Après avoir toujours suivi les règles du jeu en vigueur dans les universités, la NFL modifie pour la première fois le règlement sans tenir contre des règles universitaires. Depuis lors, les règles de la NFL sont différentes de celles en vigueur dans les universités américaines.
Trois nouvelles franchises rejoignent la NFL : les Pirates de Pittsburgh, les Eagles de Philadelphie et les Reds de Cincinnati. À l'inverse, les Stapletons de Staten Island cessent leurs activités.
Les Braves de Boston changent de nom pour devenir les Redskins de Boston.

## Classement général
| Conférence Est         |      |      |      |        |          |            |
| Franchise              | Vic. | Déf. | Nuls | % vic. | Pts pour | Pts contre |
| Giants de New York     | 11   | 3    | 0    | .786   | 244      | 101        |
| Dodgers de Brooklyn    | 5    | 4    | 1    | .556   | 93       | 54         |
| Redskins de Boston     | 5    | 5    | 2    | .500   | 103      | 97         |
| Eagles de Philadelphie | 3    | 5    | 1    | .375   | 77       | 158        |
| Steelers de Pittsburgh | 3    | 6    | 2    | .333   | 67       | 208        |

| Conférence Ouest       |      |      |      |        |          |            |
| Franchise              | Vic. | Déf. | Nuls | % vic. | Pts pour | Pts contre |
| Bears de Chicago       | 10   | 2    | 1    | .833   | 133      | 82         |
| Spartans de Portsmouth | 6    | 5    | 0    | .545   | 128      | 87         |
| Packers de Green Bay   | 5    | 7    | 1    | .417   | 170      | 107        |
| Reds de Cincinnati     | 3    | 6    | 1    | .333   | 38       | 110        |
| Cardinals de Chicago   | 1    | 9    | 1    | .100   | 52       | 101        |

## Finale NFL
- 17 décembre 1933, à Wrigley Field (Chicago) devant 26 000 spectateurs, Bears de Chicago 23 - Giants de New York 21

## Statistiques
- Ken Strong des Chicago Bears est le leader au classement combiné des scoreurs avec 6 TD, 5 FG, 13 PAT et 64 TP à égalité avec Glenn Presnell de Portsmouth avec 6 TD, 6 FG, 10 PAT et 64 TP.
- Le quarterback rookie Harry Newman des Giants de New York est le leader du classement des passeurs avec 136 tentatives de passes, 53 passes complétées, 973 yards gagnés en passe, 11 TD pour 17 interceptions.
- Le coureur Jim Musick de Redskins de Boston est le leader du classement des coureurs avec 173 courses, 809 yards gagnés, 4,7 yards par course gagné et 5 TD.
- Le receveur John Kelly des Dodgers de Brooklyn est le leader du classement des receveurs de passes avec 22 passes complétées, 246 yards gagnés en passe, une moyenne de 11,2 yards par passe et 3 TD.
- Les Giants de New York gagnent 2973 yards au total.
- Les Redskins de Boston gagnent 2260 yards en course.
- Les Giants de New York gagnent 1348 yards en passe.
- Les Dodgers de Brooklyn perdent 1789 yards au total.
- Les Dodgers de Brooklyn perdent 964 yards en course.
- Les Spartans de Portsmouth perdent 558 yards en passe.